# Dnyeszteri durbincs
A dnyeszteri durbincs (Percarina demidoffii) a sugarasúszójú halak (Actinopterygii) osztályának a sügéralakúak (Perciformes) rendjébe, ezen belül a sügérfélék (Percidae) családjába tartozó faj.

## Előfordulása
A dnyeszteri durbincs a Dnyeszter-, Déli-Bug- és Dnyeper torkolatok brakkvizében él, ahonnét az édesvízbe is behatol. A következő országokban található meg: Oroszország, Moldova és Ukrajna.

## Megjelenése
A hím legnagyobb testhossza 7,2 centiméter, a nőstényé 9,8 centiméter. 33 - 37 apró, fésűs pikkelye van az oldalvonal mentén. A fej és melltájék pikkelyek nélküli. Kopoltyúfedőjén egy széles tüske van, az elő-kopoltyúfedő hátulsó pereme fogazott. Fejének alsó és felső oldalán, valamint az arcoldalon nyálkagödröcskék vannak.

## Életmódja
A fenék közelében tartózkodó rajhal. Tápláléka mindenféle fenéken mozgó, apró állat.

## Szaporodása
Június - augusztusban ívik. Egyaránt ívik édes- és brakkvízben.

## Felhasználása
Az ember, ipari mértékben halássza ezt a halfajt.

## Rokon faj
A dnyeszteri durbincs legközelebbi rokona és a Percarina nem másik faja a Percarina maeotica.